# Carl Palmer

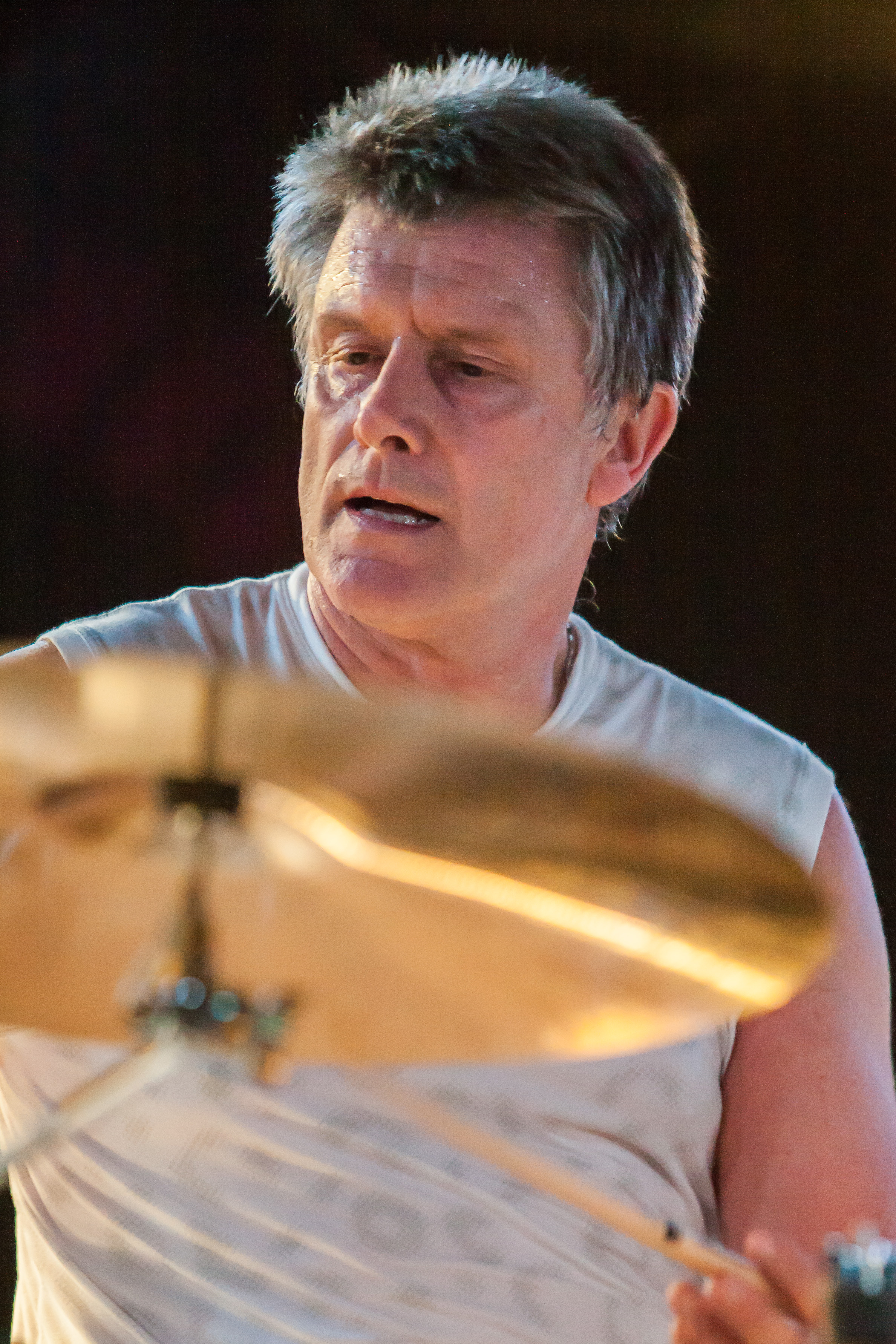
Carl Palmer (2010)

Carl Frederick Kendall Palmer (* 20. März 1950 in Birmingham, England) ist ein britischer Schlagzeuger, der vor allem als Mitglied der Progressive-Rock-Band Emerson, Lake and Palmer bekannt wurde. Weitere Musikprojekte, an denen er mitgewirkt hat, sind The Crazy World of Arthur Brown, Atomic Rooster und Asia.
Er wird als einflussreicher Rockschlagzeuger gesehen.

## Leben

### 1961 bis 1970: Anfänge
Carl Palmer wuchs in einer sehr musikalischen Familie auf und begann schon früh, Violine zu lernen. Nachdem er 1959 die Filme Drum Crazy und The Gene Krupa Story gesehen hatte, bekam er zum elften Geburtstag ein Schlagzeug geschenkt und begann, das Spielen auf dem Instrument zu erlernen. In den folgenden drei Jahren spielte er im Midland Light Orchestra, einem Radioorchester, und in der Band seines Vaters. Seit dem 14. Lebensjahr arbeitete Carl Palmer professionell als Schlagzeuger bei Bands wie The Mecca Dance Band, Kind Bees (später The Craig) und Chris Farlowe and the Thunderbirds, einer von Mick Jagger gemanagten Band. Er wirkte dort unter anderem bei dem Song Out of Time mit.
Mit 18 ersetzte er Drachen Theaker bei The Crazy World of Arthur Brown, als die Band gerade auf dem Höhepunkt ihrer Karriere war, und tourte mit ihr durch die USA. Gelegentlich spielte er auch mit Steve Winwood zusammen. Nachdem sich The Crazy World of Arthur Brown aufgelöst hatte, kehrte Palmer nach England zurück und gründete Anfang 1970 mit dem ehemaligen Arthur-Brown-Keyboarder Vincent Crane die Band Atomic Rooster. Mit dem Bassisten und Sänger Nick Graham veröffentlichten sie das Album Atomic Ro-o-oster sowie die Singles Tomorrow Night und Devil’s Answer.

### 1970 bis 1978: Emerson, Lake and Palmer

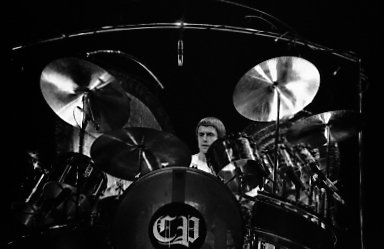
Mit Emerson, Lake and Palmer in Toronto 1978

Im Frühjahr 1970 bekam Carl Palmer einen Anruf von Greg Lake, einem der Mitglieder von King Crimson, der gemeinsam mit dem The-Nice-Keyboarder Keith Emerson eine neue Band gründen wollte und einen Schlagzeuger suchte. Trotz seiner Zweifel, die erfolgreich werdende Band zu verlassen, gründete er mit den beiden Musikerkollegen die Band Emerson, Lake and Palmer. Die Gruppe wurde bereits mit ihrem zweiten Auftritt im August 1970 beim Isle of Wight Festival populär. Nach dem Festival veröffentlichten sie ihr Debütalbum Emerson, Lake & Palmer, das den Hit Lucky Man enthält. 1971 wurde Carl Palmer von der Musikzeitschrift Melody Maker zum „besten Schlagzeuger der Welt“ gewählt. In den 1970er Jahren veröffentlichten Emerson, Lake and Palmer sechs Platin-Alben. 1977, nach der Veröffentlichung von Works Volume I, auf dem Palmer die dritte Soloseite geschrieben hatte, ging die Band mit einem 80-Mann-Sinfonieorchester auf Tournee. Nach zwei weiteren Alben trennten sich die Musiker.

### 1979 bis 1991: Zwischenspiel: PM, Asia, Three
Auf der Suche nach etwas Neuem gründete Palmer mit dem Sänger Todd Cochran von Automatic Man, dem Gitarristen John Nitzinger, Eric Scott und Barry Finnerty die Band PM. Gemeinsam brachten sie 1980 das Album 1:PM heraus. Da der Erfolg ausblieb, brach die Gruppe auseinander. Nach dem Ende von PM arbeitete Palmer eine Zeit lang mit Mike Oldfield zusammen, der wie Palmer auf Teneriffa lebte. Gemeinsam schrieben sie das Stück Mount Teide über den gleichnamigen Vulkanberg auf der Insel. Der Song ist auf Oldfields Album Five Miles Out zu hören.
1981 wurde Palmer von Brian Lane, der für Geffen Records eine neue Supergroup zusammenstellte, gemeinsam mit dem Bassisten und Sänger John Wetton, dem Keyboarder Geoff Downes und dem Gitarristen Steve Howe für die Band Asia verpflichtet. 1982 wurde das Debütalbum Asia veröffentlicht, das über sieben Millionen Mal verkauft wurde. Durch persönliche Differenzen begann nach Erscheinen des zweiten Albums eine turbulente Phase, in der die Band mehrmals umbesetzt wurde. Es entstand mit Carl Palmer noch das Album Astra, bevor auch er die Band verließ.
Wetton und Palmer gaben daraufhin mit Phil Manzanera, Robin George und Don Airey im Juni 1986 zwei Konzerte als John Wetton & Friends im Londoner Marquee Club, wobei auch einige Asia-Stücke gespielt wurden. Im Herbst 1986 traf sich Palmer in New York City mit dem kalifornischen Sänger, Bassisten und Gitarristen Robert Berry, um mit ihm zusammen eine neue Band zu gründen. Als mögliche Mitmusiker hatte Palmer den ehemaligen Rainbow-Sänger Joe Lynn Turner und den ehemaligen Foreigner-Keyboarder Al Greenwood mitgebracht. Doch die gemeinsamen Proben waren für alle Beteiligten unbefriedigend, und eine Band kam nicht zustande. Ein weiterer Versuch noch im gleichen Jahr involvierte Palmer, Berry und den Keyboarder Don Airey, doch auch diese Band kam nicht zustande. Anfang 1987 versuchte Palmers Manager Brian Lane, ELP wieder zusammenzubringen, doch dieser Versuch scheiterte an der offenen Feindschaft zwischen Emerson und Lake. Palmer und Emerson wollten jedoch weiterhin zusammenarbeiten und ersetzten Lake durch Robert Berry. Gemeinsam gründeten sie im März 1987 die Band Three. Man veröffentlichte das Album The Power of Three. Ende 1988 löste sich diese Band wieder auf.
Ende 1989 reformierten Palmer und Wetton Asia, und die beiden tourten für kurze Zeit mit John Young (Keyboards, bald ersetzt durch Geoff Downes) und Alan Darby. 1992 erschien das mit wiederum neuer Besetzung eingespielte Album Aqua, auf dem Palmer aber nicht als volles Gruppenmitglied geführt wird. Danach verließ er Asia erneut. Die Band tourte daraufhin mit einem neuen Schlagzeuger. 1992 tat sich Palmer wieder mit Emerson und Lake zu Emerson, Lake and Palmer zusammen. Eigentlich sollte nur die Musik für einen Film geschrieben und aufgenommen werden, doch da man sich wieder verstand, wurde das Album Black Moon aufgenommen, worauf eine große Tournee folgte. Nach weiteren Tourneen löste sich die Band 1998 erneut auf.

### 1998 bis heute: Asia, Qango, Carl Palmer Band

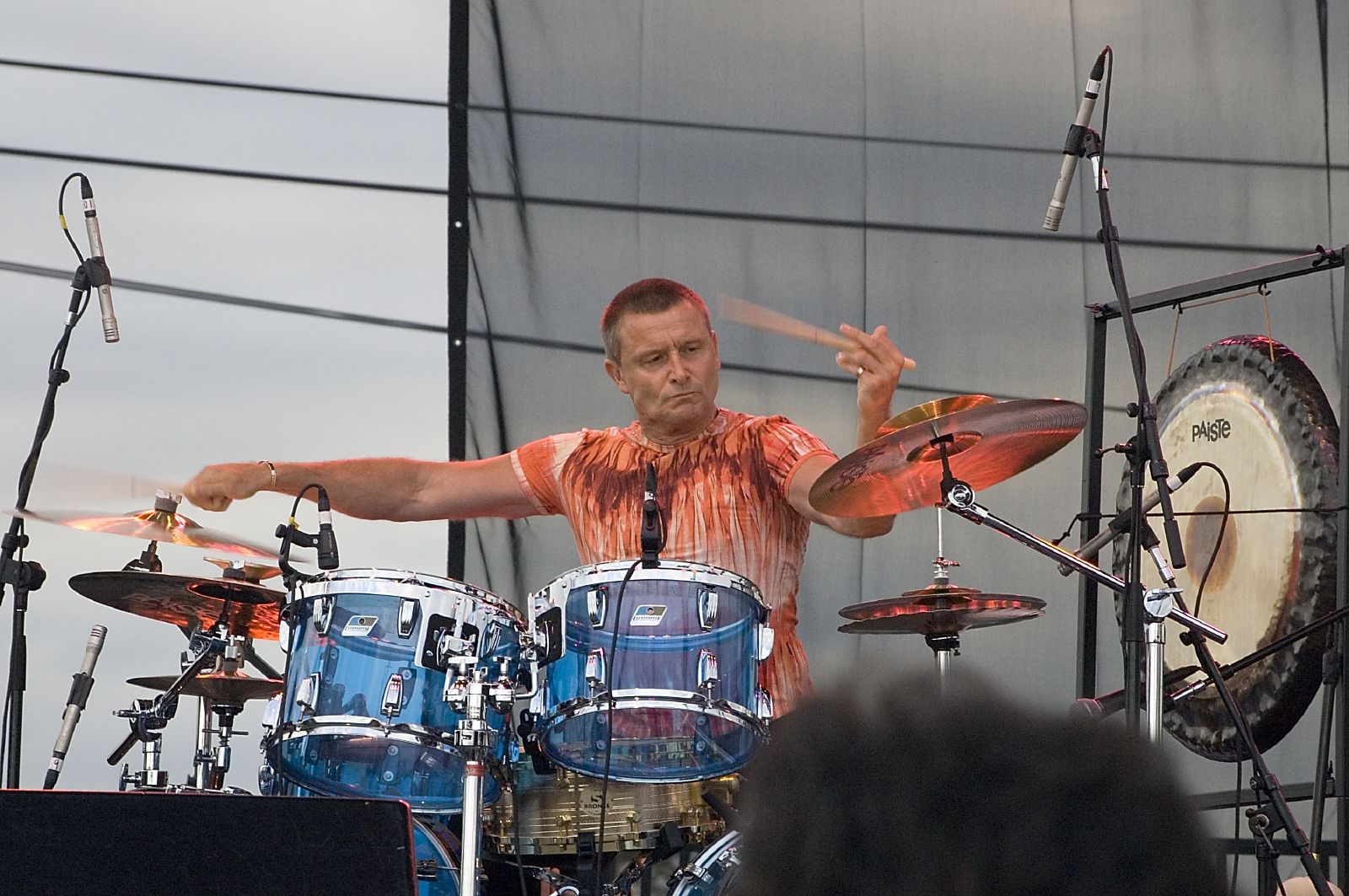
Carl Palmer live mit Asia

Palmer und Asia-Kollege Wetton beschlossen, mit Dave Kilminster zusammen eine neue Band zu gründen. Sie engagierten als viertes Mitglied das ehemalige Asia-Mitglied John Young und nannten die neue Band Qango. Nach der Auflösung dieser Band 2000 tourte Carl Palmer zuerst mit seiner Band Palmer!, später mit der Carl Palmer Band, veröffentlichte die beiden Alben Working Live: Volume 1 und Working Live: Volume 2 und veranstaltete Schlagzeug-Workshops.
Nach dem gescheiterten Anlauf 1999 kursierten immer wieder Gerüchte einer Wiedervereinigung der Asia-Urbesetzung. Nach langen Gesprächen einigte man sich auf die Reformierung der Originalbesetzung. Im August 2006 begannen die Proben für die Welttournee, die in den USA startete. Im Mai 2008 reformierte Palmer seine Carl-Palmer-Band und ging erneut auf Tour.

## Instrumente und Spielstil

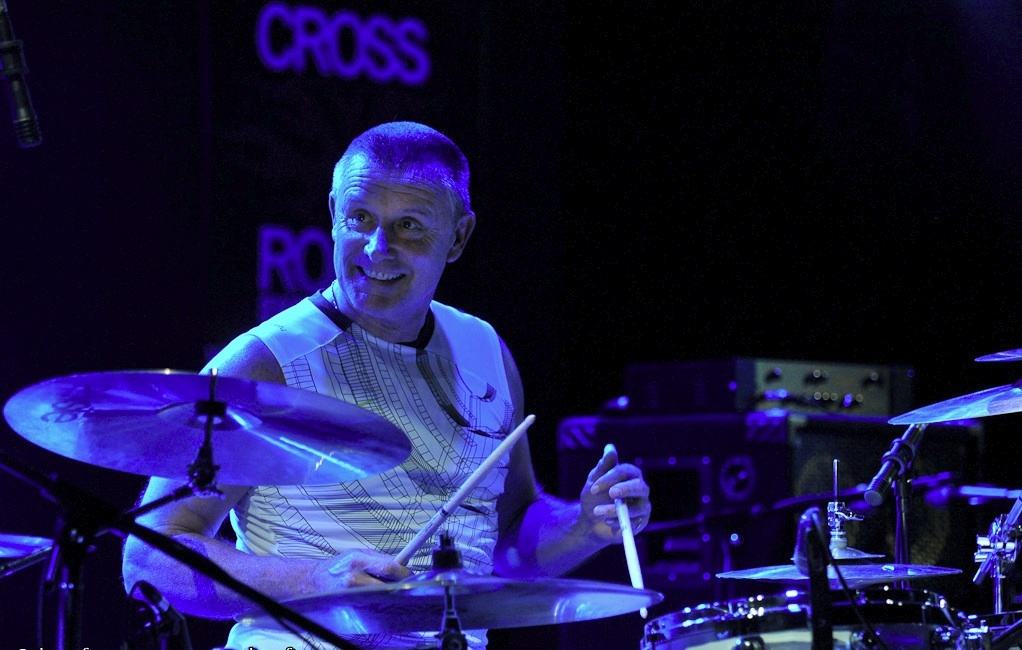
Palmer, 2009

Carl Palmer fällt durch schnelles und behändes Spiel auf. Zu Zeiten von Emerson, Lake and Palmer spielte er ein Schlagzeug der Firma Ludwig. Er benutzte eine Bassdrum, Snare, Hängetom und zwei Standtoms, dazu sechs Becken, von denen jeweils zwei auf einem Ständer montiert waren. Ergänzend hatte er Kuhglocke und Splash-Becken montiert. Zusätzlich verwendet er große Gongs. Spektakulär war in den 70er Jahren bei ELP-Konzerten seine Bühnenshow mit einem sich drehenden Schlagzeug. In späteren Zeiten ergänzte Palmer sein Set um eine weitere Bassdrum und ein zweites Hängetom.

## Diskografie

### Mit Atomic Rooster
- 1970 – Atomic Roo-o-ster

### Mit Emerson, Lake and Palmer
- 1970 – Emerson, Lake & Palmer
- 1971 – Tarkus
- 1971 – Pictures at an Exhibition
- 1972 – Trilogy
- 1973 – Brain Salad Surgery
- 1977 – Works Volume I
- 1977 – Works Volume II
- 1978 – Love Beach
- 1979 – Emerson, Lake & Palmer in Concert
- 1992 – Black Moon
- 1994 – In the Hot Seat

### Mit PM
- 1980 – 1:PM

### Mit Asia
- 1982 – Asia
- 1983 – Alpha
- 1985 – Astra
- 1992 – Aqua
- 2007 – Fantasia: Live in Tokyo
- 2008 – Phoenix
- 2010 – Omega
- 2012 – Asia XXX
- 2014 – Gravitas

### Mit Three (Emerson, Berry & Palmer)
- 1988 – To the Power of Three

### Solo
- 2003 – Working Live, Vol. 1
- 2004 – Working Live, Vol. 2
- 2010 – Working Live, Vol. 3

### Carl Palmer’s ELP Legacy
- 2016 – Live in the USA
- 2016 – Pictures At An Exhibition – A Tribute To Keith Emerson (DVD)
- 2018 – Live